# Echinocodon lobophyllus
Echinocodon lobophyllus är en klockväxtart som beskrevs av Hong De-Yuan. Echinocodon lobophyllus ingår i släktet Echinocodon och familjen klockväxter. Inga underarter finns listade i Catalogue of Life.